# Almeidea longifolia
Almeidea longifolia là một loài thực vật có hoa trong họ Cửu lý hương. Loài này được A.St.-Hil. mô tả khoa học đầu tiên năm 1823.